# Liste der Nummer-eins-Hits in Neuseeland (2015)
Dies ist eine Liste der Nummer-eins-Hits in Neuseeland im Jahr 2015. Sie basiert auf den offiziellen Single und Albums Top 40, die im Auftrag von Recorded Music NZ, dem neuseeländischen Vertreter der IFPI, ermittelt werden.

## Singles
| ← 2014 ← | Liste der Nummer-eins-Hits in Neuseeland | Liste der Nummer-eins-Hits in Neuseeland | Liste der Nummer-eins-Hits in Neuseeland | 2016 → |
| \| Zeitraum \| Wo. ges. \| Interpret \| Titel Autor(en) \| Zusätzliche Informationen \| \| (Zeitraum, Wochen auf Platz eins, Interpret, Titel, Autor[en], zusätzliche Informationen) \| \| \| \| \| \| ----------------------------------------------------------------------------------------- \| -------- \| ------------------------------------ \| ---------------------------------------------------------------------------------------------------------------------------------------------------- \| ---------------------------------------------------------------------------------------------------------------------------------------------- \| \| 22. Dezember 2014 – 22. Februar 2015 9 Wochen \| 9 \| Mark Ronson feat. Bruno Mars \| Uptown Funk! Mark Ronson, Jeff Bhasker, Bruno Mars, Philip Lawrence \| – \| \| 23. Februar 2015 – 8. März 2015 2 Wochen \| 2 \| Ellie Goulding \| Love Me like You Do Max Martin, Savan Kotecha, Ali Payami, Tove Nilsson, Ilya Salmanzadeh \| – \| \| 9. März 2015 – 12. April 2015 5 Wochen \| 5 \| Rihanna, Kanye West & Paul McCartney \| Four Five Seconds Kanye West, Paul McCartney, Kirby Lauryen, Mike Dean, Tyrone Griffin, Dave Longstreth, Dallas Austin, Elon Rutberg, Noah Goldstein \| – \| \| 13. April 2015 – 31. Mai 2015 7 Wochen (insgesamt 8) \| 8 \| Wiz Khalifa feat. Charlie Puth \| See You Again Justin Franks, Cameron Thomaz, Andrew Cedar, Charles Puth \| – \| \| 1. Juni 2015 – 7. Juni 2015 1 Woche \| 1 \| Taylor Swift feat. Kendrick Lamar \| Bad Blood Max Martin, Johan Schuster, Taylor Swift, Kendrick Lamar \| – \| \| 8. Juni 2015 – 14. Juni 2015 1 Woche (insgesamt 8) \| 8 \| Wiz Khalifa feat. Charlie Puth \| See You Again Justin Franks, Cameron Thomaz, Andrew Cedar, Charles Puth \| – \| \| 15. Juni 2015 – 21. Juni 2015 1 Woche (insgesamt 2) \| 2 \| Charlie Puth feat. Meghan Trainor \| Marvin Gaye Charlie Puth, Julie Frost, Jacob Elisha Luttrell, Nick Seeley \| – \| \| 22. Juni 2015 – 28. Juni 2015 1 Woche (insgesamt 2) \| 2 \| Major Lazer & DJ Snake feat. Mø \| Lean On Thomas Wesley Pentz, Karen Marie Ørsted, William Grigahcine, Philip Meckseper \| – \| \| 29. Juni 2015 – 5. Juli 2015 1 Woche (insgesamt 2) \| 2 \| Charlie Puth feat. Meghan Trainor \| Marvin Gaye Charlie Puth, Julie Frost, Jacob Elisha Luttrell, Nick Seeley \| – \| \| 6. Juli 2015 – 12. Juli 2015 1 Woche (insgesamt 2) \| 2 \| Major Lazer & DJ Snake feat. Mø \| Lean On Thomas Wesley Pentz, Karen Marie Ørsted, William Grigahcine, Philip Meckseper \| – \| \| 13. Juli 2015 – 19. Juli 2015 1 Woche \| 1 \| Avalanche City \| Inside Out \| Nach Love, Love, Love im Jahr 2011 ist es erst die zweite Chartsingle des neuseeländischen Folkmusikers, aber auch der zweite Nummer-eins-Hit. \| \| 20. Juli 2015 – 9. August 2015 3 Wochen \| 3 \| Meghan Trainor feat. John Legend \| Like I’m Gonna Lose You Justin Weaver, Meghan Trainor, Caitlin Smith \| Zum dritten Mal innerhalb eines Jahres steht die US-Amerikanerin an der Spitze der neuseeländischen Charts. \| \| 10. August 2015 – 16. August 2015 1 Woche \| 1 \| One Direction \| Drag Me Down John Ryan, Julian Bunetta, Jamie Scott \| – \| \| 17. August 2015 – 6. September 2015 3 Wochen \| 3 \| The Weeknd \| Can’t Feel My Face Max Martin, Savan Kotecha, Peter Svensson, Ali Payami, Abel Tesfaye \| – \| \| 7. September 2015 – 1. November 2015 8 Wochen \| 8 \| Justin Bieber \| What Do You Mean? Jason Boyd, Mason Levy, Justin Bieber \| – \| \| 2. November 2015 – 22. November 2015 3 Wochen \| 3 \| Adele \| Hello Greg Kurstin, Adele Adkins \| – \| \| 23. November 2015 – 6. Dezember 2015 2 Wochen \| 2 \| Justin Bieber \| Sorry Justin Bieber, Sonny Moore, Justin Tranter, Julia Michaels, Michael Tucker \| – \| \| 7. Dezember 2015 – 14. Februar 2016 10 Wochen \| 10 \| Justin Bieber \| Love Yourself Benjamin Levin, Justin Bieber, Ed Sheeran \| – \| |                                          |                                          | | |
| ← 2014 |                                          |                                          | | → 2016 → |
| Zeitraum | Wo. ges.                                 | Interpret                                | Titel Autor(en) | Zusätzliche Informationen |
| (Zeitraum, Wochen auf Platz eins, Interpret, Titel, Autor[en], zusätzliche Informationen) |                                          |                                          | | |
| 22. Dezember 2014 – 22. Februar 2015 9 Wochen | 9                                        | Mark Ronson feat. Bruno Mars             | Uptown Funk! Mark Ronson, Jeff Bhasker, Bruno Mars, Philip Lawrence                                                                                  | – |
| 23. Februar 2015 – 8. März 2015 2 Wochen | 2                                        | Ellie Goulding                           | Love Me like You Do Max Martin, Savan Kotecha, Ali Payami, Tove Nilsson, Ilya Salmanzadeh                                                            | – |
| 9. März 2015 – 12. April 2015 5 Wochen | 5                                        | Rihanna, Kanye West & Paul McCartney     | Four Five Seconds Kanye West, Paul McCartney, Kirby Lauryen, Mike Dean, Tyrone Griffin, Dave Longstreth, Dallas Austin, Elon Rutberg, Noah Goldstein | – |
| 13. April 2015 – 31. Mai 2015 7 Wochen (insgesamt 8) | 8                                        | Wiz Khalifa feat. Charlie Puth           | See You Again Justin Franks, Cameron Thomaz, Andrew Cedar, Charles Puth                                                                              | – |
| 1. Juni 2015 – 7. Juni 2015 1 Woche | 1                                        | Taylor Swift feat. Kendrick Lamar        | Bad Blood Max Martin, Johan Schuster, Taylor Swift, Kendrick Lamar                                                                                   | – |
| 8. Juni 2015 – 14. Juni 2015 1 Woche (insgesamt 8) | 8                                        | Wiz Khalifa feat. Charlie Puth           | See You Again Justin Franks, Cameron Thomaz, Andrew Cedar, Charles Puth                                                                              | – |
| 15. Juni 2015 – 21. Juni 2015 1 Woche (insgesamt 2) | 2                                        | Charlie Puth feat. Meghan Trainor        | Marvin Gaye Charlie Puth, Julie Frost, Jacob Elisha Luttrell, Nick Seeley                                                                            | – |
| 22. Juni 2015 – 28. Juni 2015 1 Woche (insgesamt 2) | 2                                        | Major Lazer & DJ Snake feat. Mø          | Lean On Thomas Wesley Pentz, Karen Marie Ørsted, William Grigahcine, Philip Meckseper                                                                | – |
| 29. Juni 2015 – 5. Juli 2015 1 Woche (insgesamt 2) | 2                                        | Charlie Puth feat. Meghan Trainor        | Marvin Gaye Charlie Puth, Julie Frost, Jacob Elisha Luttrell, Nick Seeley                                                                            | – |
| 6. Juli 2015 – 12. Juli 2015 1 Woche (insgesamt 2) | 2                                        | Major Lazer & DJ Snake feat. Mø          | Lean On Thomas Wesley Pentz, Karen Marie Ørsted, William Grigahcine, Philip Meckseper                                                                | – |
| 13. Juli 2015 – 19. Juli 2015 1 Woche | 1                                        | Avalanche City                           | Inside Out | Nach Love, Love, Love im Jahr 2011 ist es erst die zweite Chartsingle des neuseeländischen Folkmusikers, aber auch der zweite Nummer-eins-Hit. |
| 20. Juli 2015 – 9. August 2015 3 Wochen | 3                                        | Meghan Trainor feat. John Legend         | Like I’m Gonna Lose You Justin Weaver, Meghan Trainor, Caitlin Smith                                                                                 | Zum dritten Mal innerhalb eines Jahres steht die US-Amerikanerin an der Spitze der neuseeländischen Charts.                                    |
| 10. August 2015 – 16. August 2015 1 Woche | 1                                        | One Direction                            | Drag Me Down John Ryan, Julian Bunetta, Jamie Scott                                                                                                  | – |
| 17. August 2015 – 6. September 2015 3 Wochen | 3                                        | The Weeknd                               | Can’t Feel My Face Max Martin, Savan Kotecha, Peter Svensson, Ali Payami, Abel Tesfaye                                                               | – |
| 7. September 2015 – 1. November 2015 8 Wochen | 8                                        | Justin Bieber                            | What Do You Mean? Jason Boyd, Mason Levy, Justin Bieber                                                                                              | – |
| 2. November 2015 – 22. November 2015 3 Wochen | 3                                        | Adele                                    | Hello Greg Kurstin, Adele Adkins | – |
| 23. November 2015 – 6. Dezember 2015 2 Wochen | 2                                        | Justin Bieber                            | Sorry Justin Bieber, Sonny Moore, Justin Tranter, Julia Michaels, Michael Tucker                                                                     | – |
| 7. Dezember 2015 – 14. Februar 2016 10 Wochen | 10                                       | Justin Bieber                            | Love Yourself Benjamin Levin, Justin Bieber, Ed Sheeran                                                                                              | – |

## Alben
| ← 2014 ← | Liste der Nummer-eins-Hits in Neuseeland | Liste der Nummer-eins-Hits in Neuseeland | Liste der Nummer-eins-Hits in Neuseeland             | 2016 → |
| \| Zeitraum \| Wo. ges. \| Interpret \| Titel \| Zusätzliche Informationen \| \| (Zeitraum, Wochen auf Platz eins, Interpret, Titel, zusätzliche Informationen) \| \| \| \| \| \| ------------------------------------------------------------------------------ \| -------- \| ---------------------- \| ---------------------------------------------------- \| -------------------------------------------------------------------------------------------------------------------------------------------------------------------------------- \| \| 8. Dezember 2014 – 4. Januar 2015 4 Wochen (insgesamt 16) \| 16 \| Michael Bublé \| Christmas \| – \| \| 5. Januar 2015 – 11. Januar 2015 1 Woche (insgesamt 6) \| 6 \| Taylor Swift \| 1989 \| – \| \| 12. Januar 2015 – 18. Januar 2015 1 Woche (insgesamt 13) \| 13 \| Ed Sheeran \| × \| – \| \| 19. Januar 2015 – 1. Februar 2015 2 Wochen (insgesamt 3) \| 3 \| Meghan Trainor \| Title \| – \| \| 2. Februar 2015 – 15. Februar 2015 2 Wochen (insgesamt 6) \| 6 \| Taylor Swift \| 1989 \| – \| \| 16. Februar 2015 – 8. März 2015 3 Wochen (insgesamt 8) \| 8 \| Sam Smith \| In the Lonely Hour \| – \| \| 9. März 2015 – 22. März 2015 2 Wochen (insgesamt 3) \| 3 \| Six60 \| Six60 (2) \| Nach dem herausragenden Erfolg des Debütalbums Six60 (2011), das eineinhalb Jahre in den Charts war, steigt die Band auch mit dem zweiten Album auf Platz 1 ein. \| \| 23. März 2015 – 29. März 2015 1 Woche \| 1 \| Kendrick Lamar \| To Pimp a Butterfly \| – \| \| 30. März 2015 – 5. April 2015 1 Woche (insgesamt 3) \| 3 \| Six60 \| Six60 (2) \| – \| \| 6. April 2015 – 12. April 2015 1 Woche \| 1 \| Dennis Marsh \| Lest We Forget \| – \| \| 13. April 2015 – 3. Mai 2015 3 Wochen (insgesamt 13) \| 13 \| Ed Sheeran \| × \| – \| \| 4. Mai 2015 – 10. Mai 2015 1 Woche (insgesamt 8) \| 8 \| Sam Smith \| In the Lonely Hour \| – \| \| 11. Mai 2015 – 24. Mai 2015 2 Wochen (insgesamt 13) \| 13 \| Ed Sheeran \| × \| – \| \| 25. Mai 2015 – 7. Juni 2015 2 Wochen (insgesamt 3) \| 3 \| The Script \| No Sound Without Silence \| – \| \| 8. Juni 2015 – 14. Juni 2015 1 Woche \| 1 \| Florence + the Machine \| How Big, How Blue, How Beautiful \| – \| \| 15. Juni 2015 – 21. Juni 2015 1 Woche \| 1 \| Muse \| Drones \| – \| \| 22. Juni 2015 – 28. Juni 2015 1 Woche (insgesamt 3) \| 3 \| The Script \| No Sound Without Silence \| – \| \| 29. Juni 2015 – 5. Juli 2015 1 Woche (insgesamt 13) \| 13 \| Ed Sheeran \| × \| – \| \| 6. Juli 2015 – 12. Juli 2015 1 Woche \| 1 \| Gin Wigmore \| Blood to Bone \| Zum dritten Mal in sechs Jahren stand die Sängerin in ihrer Heimat auf Platz eins der Albumcharts. \| \| 13. Juli 2015 – 26. Juli 2015 2 Wochen \| 2 \| The Quin Tikis \| The Quin Tikis: New Zealand’s Premier Maori Showband \| Eine der erfolgreichsten Unterhaltungsbands aus Maori-Musikern in den 1960er Jahren rief sich mit dieser Kompilation wieder in Erinnerung. \| \| 27. Juli 2015 – 9. August 2015 2 Wochen \| 2 \| Josh Groban \| Stages \| – \| \| 10. August 2015 – 16. August 2015 1 Woche (insgesamt 3) \| 3 \| Meghan Trainor \| Title \| – \| \| 17. August 2015 – 23. August 2015 1 Woche \| 1 \| Dr. Dre \| Compton: A Soundtrack by Dr. Dre \| – \| \| 24. August 2015 – 27. September 2015 5 Wochen \| 5 \| Cilla Black \| The Very Best Of \| Die britische Sängerin, die vor allem in den 1960ern international erfolgreich gewesen war, war am 1. August im Alter von 72 Jahren gestorben. \| \| 28. September 2015 – 18. Oktober 2015 3 Wochen \| 3 \| David Gilmour \| Rattle That Lock \| – \| \| 28. September 2015 – 1. November 2015 5 Wochen (insgesamt 8) \| 8 \| Sol3 Mio \| On Another Note \| Nach dem herausragenden Erfolg ihres Debütalbums Sol3 Mio, dem Album des Jahres 2013, startete das Pop-Goes-Klassik-Trio aus Auckland auch mit dem zweiten Album auf Platz eins. \| \| 2. November 2015 – 8. November 2015 1 Woche \| 1 \| Fat Freddy’s Drop \| Bays \| Das vierte Studioalbum seit 2005 bedeutete die vierte Nummer-eins-Platzierung. \| \| 9. November 2015 – 22. November 2015 2 Wochen (insgesamt 8) \| 8 \| Sol3 Mio \| On Another Note \| – \| \| 23. November 2015 – 29. November 2015 1 Woche \| 1 \| Justin Bieber \| Purpose \| – \| \| 30. November 2015 – 17. Januar 2016 7 Wochen (insgesamt 10) \| 10 \| Adele \| 25 \| – \| |                                          |                                          |                                                      | |
| ← 2014 |                                          |                                          |                                                      | → 2016 → |
| Zeitraum | Wo. ges.                                 | Interpret                                | Titel                                                | Zusätzliche Informationen |
| (Zeitraum, Wochen auf Platz eins, Interpret, Titel, zusätzliche Informationen) |                                          |                                          |                                                      | |
| 8. Dezember 2014 – 4. Januar 2015 4 Wochen (insgesamt 16) | 16                                       | Michael Bublé                            | Christmas                                            | – |
| 5. Januar 2015 – 11. Januar 2015 1 Woche (insgesamt 6) | 6                                        | Taylor Swift                             | 1989                                                 | – |
| 12. Januar 2015 – 18. Januar 2015 1 Woche (insgesamt 13) | 13                                       | Ed Sheeran                               | ×                                                    | – |
| 19. Januar 2015 – 1. Februar 2015 2 Wochen (insgesamt 3) | 3                                        | Meghan Trainor                           | Title                                                | – |
| 2. Februar 2015 – 15. Februar 2015 2 Wochen (insgesamt 6) | 6                                        | Taylor Swift                             | 1989                                                 | – |
| 16. Februar 2015 – 8. März 2015 3 Wochen (insgesamt 8) | 8                                        | Sam Smith                                | In the Lonely Hour                                   | – |
| 9. März 2015 – 22. März 2015 2 Wochen (insgesamt 3) | 3                                        | Six60                                    | Six60 (2)                                            | Nach dem herausragenden Erfolg des Debütalbums Six60 (2011), das eineinhalb Jahre in den Charts war, steigt die Band auch mit dem zweiten Album auf Platz 1 ein.                 |
| 23. März 2015 – 29. März 2015 1 Woche | 1                                        | Kendrick Lamar                           | To Pimp a Butterfly                                  | – |
| 30. März 2015 – 5. April 2015 1 Woche (insgesamt 3) | 3                                        | Six60                                    | Six60 (2)                                            | – |
| 6. April 2015 – 12. April 2015 1 Woche | 1                                        | Dennis Marsh                             | Lest We Forget                                       | – |
| 13. April 2015 – 3. Mai 2015 3 Wochen (insgesamt 13) | 13                                       | Ed Sheeran                               | ×                                                    | – |
| 4. Mai 2015 – 10. Mai 2015 1 Woche (insgesamt 8) | 8                                        | Sam Smith                                | In the Lonely Hour                                   | – |
| 11. Mai 2015 – 24. Mai 2015 2 Wochen (insgesamt 13) | 13                                       | Ed Sheeran                               | ×                                                    | – |
| 25. Mai 2015 – 7. Juni 2015 2 Wochen (insgesamt 3) | 3                                        | The Script                               | No Sound Without Silence                             | – |
| 8. Juni 2015 – 14. Juni 2015 1 Woche | 1                                        | Florence + the Machine                   | How Big, How Blue, How Beautiful                     | – |
| 15. Juni 2015 – 21. Juni 2015 1 Woche | 1                                        | Muse                                     | Drones                                               | – |
| 22. Juni 2015 – 28. Juni 2015 1 Woche (insgesamt 3) | 3                                        | The Script                               | No Sound Without Silence                             | – |
| 29. Juni 2015 – 5. Juli 2015 1 Woche (insgesamt 13) | 13                                       | Ed Sheeran                               | ×                                                    | – |
| 6. Juli 2015 – 12. Juli 2015 1 Woche | 1                                        | Gin Wigmore                              | Blood to Bone                                        | Zum dritten Mal in sechs Jahren stand die Sängerin in ihrer Heimat auf Platz eins der Albumcharts.                                                                               |
| 13. Juli 2015 – 26. Juli 2015 2 Wochen | 2                                        | The Quin Tikis                           | The Quin Tikis: New Zealand’s Premier Maori Showband | Eine der erfolgreichsten Unterhaltungsbands aus Maori-Musikern in den 1960er Jahren rief sich mit dieser Kompilation wieder in Erinnerung.                                       |
| 27. Juli 2015 – 9. August 2015 2 Wochen | 2                                        | Josh Groban                              | Stages                                               | – |
| 10. August 2015 – 16. August 2015 1 Woche (insgesamt 3) | 3                                        | Meghan Trainor                           | Title                                                | – |
| 17. August 2015 – 23. August 2015 1 Woche | 1                                        | Dr. Dre                                  | Compton: A Soundtrack by Dr. Dre                     | – |
| 24. August 2015 – 27. September 2015 5 Wochen | 5                                        | Cilla Black                              | The Very Best Of                                     | Die britische Sängerin, die vor allem in den 1960ern international erfolgreich gewesen war, war am 1. August im Alter von 72 Jahren gestorben.                                   |
| 28. September 2015 – 18. Oktober 2015 3 Wochen | 3                                        | David Gilmour                            | Rattle That Lock                                     | – |
| 28. September 2015 – 1. November 2015 5 Wochen (insgesamt 8) | 8                                        | Sol3 Mio                                 | On Another Note                                      | Nach dem herausragenden Erfolg ihres Debütalbums Sol3 Mio, dem Album des Jahres 2013, startete das Pop-Goes-Klassik-Trio aus Auckland auch mit dem zweiten Album auf Platz eins. |
| 2. November 2015 – 8. November 2015 1 Woche | 1                                        | Fat Freddy’s Drop                        | Bays                                                 | Das vierte Studioalbum seit 2005 bedeutete die vierte Nummer-eins-Platzierung.                                                                                                   |
| 9. November 2015 – 22. November 2015 2 Wochen (insgesamt 8) | 8                                        | Sol3 Mio                                 | On Another Note                                      | – |
| 23. November 2015 – 29. November 2015 1 Woche | 1                                        | Justin Bieber                            | Purpose                                              | – |
| 30. November 2015 – 17. Januar 2016 7 Wochen (insgesamt 10) | 10                                       | Adele                                    | 25                                                   | – |

## Jahreshitparaden
| ← 2014 ← | Liste der Nummer-eins-Hits in Neuseeland | Liste der Nummer-eins-Hits in Neuseeland | Liste der Nummer-eins-Hits in Neuseeland | 2016 →   |
| \| Singles \| Position# \| Alben \| \| ----------------------------------------------------------------------------------------------------------------------------------------------------------------------------------------- \| --------- \| ----------------------------------- \| \| Uptown Funk! Mark Ronson feat. Bruno Mars Mark Ronson, Jeff Bhasker, Bruno Mars, Philip Lawrence \| 1 \| 25 Adele \| \| Lean On Major Lazer & DJ Snake feat. Mø Thomas Wesley Pentz, Karen Marie Ørsted, William Grigahcine, Philip Meckseper \| 2 \| × Ed Sheeran \| \| See You Again Wiz Khalifa feat. Charlie Puth Justin Franks, Cameron Thomaz, Andrew Cedar, Charles Puth \| 3 \| In the Lonely Hour Sam Smith \| \| Take Me to Church Hozier Andrew Hozier-Byrne \| 4 \| Six60 (2) Six60 \| \| Cheerleader (Felix Jaehn Remix) Omi Omar Samuel Pasley, Clifton Dillon, Mark Bradford, Ryan Dillon, Sly Dunbar \| 5 \| 1989 Taylor Swift \| \| Sugar Maroon 5 Lukasz Gottwald, Adam Levine, Henry Walter, Joshua Coleman, Mike Posner, Jacob Kasher Hindlen \| 6 \| On Another Note Sol3 Mio \| \| Thinking Out Loud Ed Sheeran Ed Sheeran, Amy Wadge \| 7 \| Title Meghan Trainor \| \| Four Five Seconds Rihanna, Kanye West & Paul McCartney Kanye West, Paul McCartney, Kirby Lauryen, Mike Dean, Tyrone Griffin, Dave Longstreth, Dallas Austin, Elon Rutberg, Noah Goldstein \| 8 \| No Sound Without Silence The Script \| \| Where Are Ü Now? Skrillex & Diplo feat. Justin Bieber Justin Bieber, Sonny Moore, Thomas Pentz, Jason Boyd, Karl Rubin, Jordan Ware \| 9 \| The Very Best Of Cilla Black \| \| Can’t Feel My Face The Weeknd Max Martin, Savan Kotecha, Peter Svensson, Ali Payami, Abel Tesfaye \| 10 \| Hozier \| |                                          |                                          |                                          |          |
| ← 2014 |                                          |                                          |                                          | → 2016 → |
| Singles | Position#                                | Alben                                    |                                          |          |
| Uptown Funk! Mark Ronson feat. Bruno Mars Mark Ronson, Jeff Bhasker, Bruno Mars, Philip Lawrence | 1                                        | 25 Adele                                 |                                          |          |
| Lean On Major Lazer & DJ Snake feat. Mø Thomas Wesley Pentz, Karen Marie Ørsted, William Grigahcine, Philip Meckseper | 2                                        | × Ed Sheeran                             |                                          |          |
| See You Again Wiz Khalifa feat. Charlie Puth Justin Franks, Cameron Thomaz, Andrew Cedar, Charles Puth | 3                                        | In the Lonely Hour Sam Smith             |                                          |          |
| Take Me to Church Hozier Andrew Hozier-Byrne | 4                                        | Six60 (2) Six60                          |                                          |          |
| Cheerleader (Felix Jaehn Remix) Omi Omar Samuel Pasley, Clifton Dillon, Mark Bradford, Ryan Dillon, Sly Dunbar | 5                                        | 1989 Taylor Swift                        |                                          |          |
| Sugar Maroon 5 Lukasz Gottwald, Adam Levine, Henry Walter, Joshua Coleman, Mike Posner, Jacob Kasher Hindlen | 6                                        | On Another Note Sol3 Mio                 |                                          |          |
| Thinking Out Loud Ed Sheeran Ed Sheeran, Amy Wadge | 7                                        | Title Meghan Trainor                     |                                          |          |
| Four Five Seconds Rihanna, Kanye West & Paul McCartney Kanye West, Paul McCartney, Kirby Lauryen, Mike Dean, Tyrone Griffin, Dave Longstreth, Dallas Austin, Elon Rutberg, Noah Goldstein | 8                                        | No Sound Without Silence The Script      |                                          |          |
| Where Are Ü Now? Skrillex & Diplo feat. Justin Bieber Justin Bieber, Sonny Moore, Thomas Pentz, Jason Boyd, Karl Rubin, Jordan Ware | 9                                        | The Very Best Of Cilla Black             |                                          |          |
| Can’t Feel My Face The Weeknd Max Martin, Savan Kotecha, Peter Svensson, Ali Payami, Abel Tesfaye | 10                                       | Hozier                                   |                                          |          |